# Budgate House

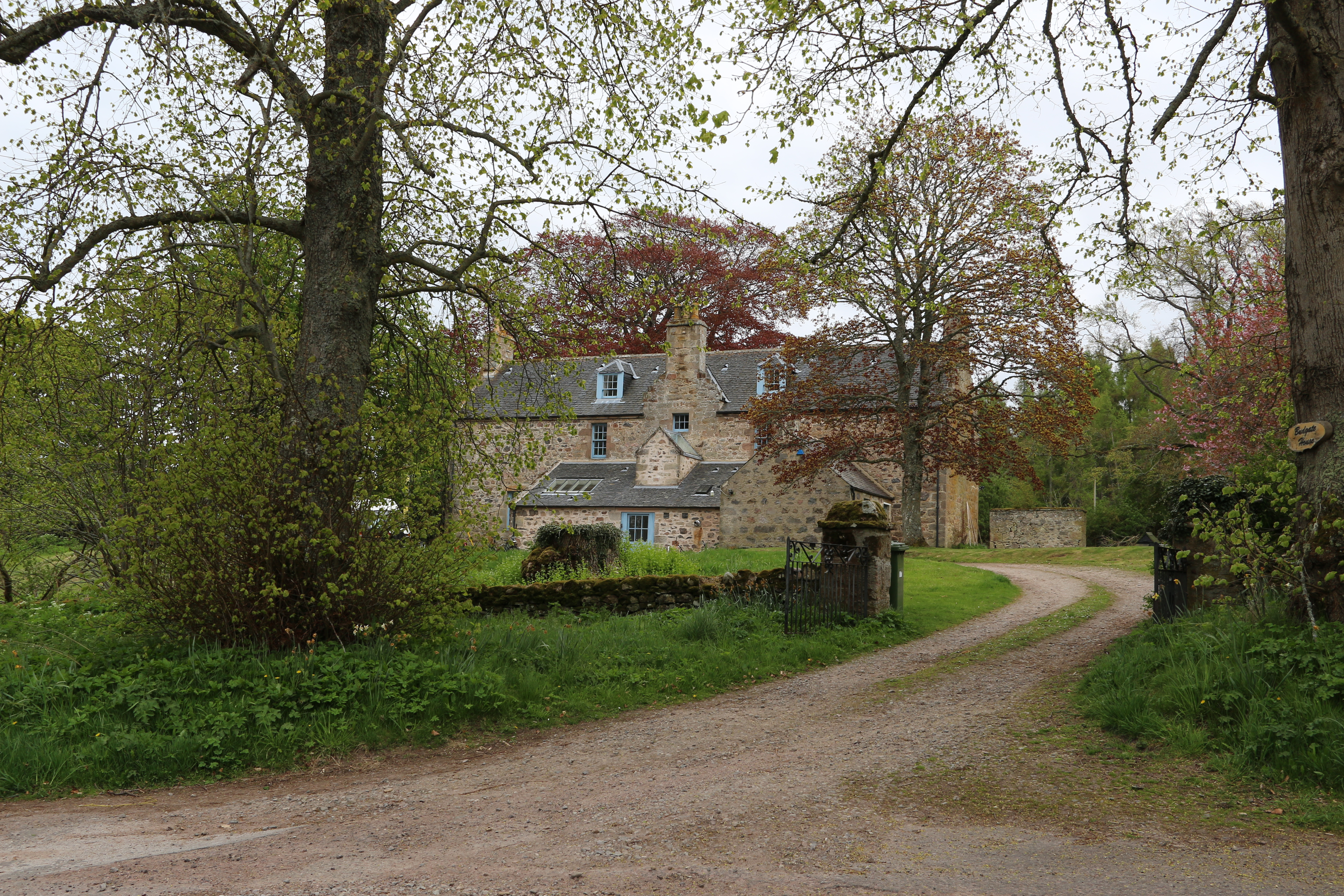
Budgate House

Budgate House ist ein Wohngebäude in der schottischen Ortschaft Cawdor in der Council Area Highland. 1971 wurde das Bauwerk in die schottischen Denkmallisten in der höchsten Denkmalkategorie A aufgenommen.

## Geschichte
Budgate House wurde im frühen bis mittleren 18. Jahrhundert errichtet. Bauherr war Archibald Campbell, of Clunes and Budgate, Verwalter von Cawdor Castle. Nach seinem Tod ging das Anwesen an seinen vierten Sohn Colin Campbell über. An Budgate House wurden im Laufe der Jahre nur wenige Änderungen vorgenommen. So wurde ein Fenster zwischenzeitlich zu einer Tür erweitert. Die Änderung wurde später wieder zurückgenommen.

## Beschreibung
Budgate House steht rund einen Kilometer südwestlich des Ortsrands von Cawdor rund 1,2 Kilometer südwestlich von Cawdor Castle. Sein Mauerwerk besteht aus zugerichtetem Feldstein mit Natursteineinfassungen. Die südexponierte Hauptfassade des zweigeschossigen Gebäudes ist fünf Achsen weit, wobei die Abstände zu den äußeren Achsen weiter sind. Das Fenster links der zentralen Eingangstüre ist ebenso wie die Fenster des Obergeschosses schmaler ausgeführt. Ihre Stürze sind schmucklos gefast. An den Giebelseiten sind zwei beziehungsweise drei Fenster sowie eine beziehungsweise zwei Belüftungsöffnungen des Speichers eingelassen. Das abschließende Satteldach ist schiefergedeckt und mit Staffelgiebeln und giebelständigen Kaminen ausgeführt. Es treten zwei kleine Walmdachgauben heraus. Der First ist mit Steinplatten belegt.